# Kudoxa naturreservat
Kudoxa naturreservat är ett naturreservat i Norrtälje kommun i Stockholms län.
Området är naturskyddat sedan 1970 och är 24 hektar stort. Reservatet omfattar höjden som bildar Västerön av ön Kudoxa. Reservatet består av lövskog med inslag av barrskog och inslag av ädellövträd.